# Вестфорд (округ Ричленд, Вісконсин)
Вестфорд (англ. Westford) — місто (англ. town) в США, в окрузі Ричленд штату Вісконсин. Населення — 516 осіб (2020).

## Демографія
Згідно з переписом 2010 року, у місті мешкало 530 осіб у 193 домогосподарствах у складі 143 родин. Було 254 помешкання
Расовий склад населення:
| - 95,5 % — білих - 3,4 % — азіатів |

До двох чи більше рас належало 1,1 %. Частка іспаномовних становила 0,6 % від усіх жителів.
За віковим діапазоном населення розподілялося таким чином: 23,8 % — особи молодші 18 років, 60,9 % — особи у віці 18—64 років, 15,3 % — особи у віці 65 років та старші. Медіана віку мешканця становила 45,3 року. На 100 осіб жіночої статі у місті припадало 113,7 чоловіків;  на 100 жінок у віці від 18 років та старших — 114,9 чоловіків також старших 18 років.
Середній дохід на одне домашнє господарство  становив 60 086 доларів США (медіана — 51 111), а середній дохід на одну сім'ю — 64 228 доларів (медіана — 56 042). Медіана доходів становила 41 094 долари для чоловіків та 27 250 доларів для жінок. За межею бідності перебувало 3,1 % осіб, у тому числі 2,2 % дітей у віці до 18 років та 5,5 % осіб у віці 65 років та старших.
Цивільне працевлаштоване населення становило 271 особа. Основні галузі зайнятості: виробництво — 18,8 %, освіта, охорона здоров'я та соціальна допомога — 18,1 %, сільське господарство, лісництво, риболовля — 18,1 %.